# Discothyrea dryad
Discothyrea dryad (лат.) — вид мелких муравьёв рода Discothyrea из подсемейства Proceratiinae (Formicidae). 

## Этимология
Название вида происходит из греческой мифологии, в котором дриады были лесными духами, олицетворяли и защищали свою среду обитания. Вид назван в знак признания неоднородности и угрожаемого статуса лесов, из которых происходит большинство афротропических муравьёв рода Discothyrea.

## Распространение
Африка: Кения (Rift Valley Province, Mau Forest).

## Описание
Мелкого размера муравьи желтовато-коричневатого цвета с загнутым вниз и вперёд кончиком брюшком; длина рабочих около 3 мм. От близких видов отличается следующими признаками: более крупный размер; на дорсальных поверхностях тела имеется плотный слой отстоящей волосистости; мезосома толстая, но удлиненная, на виде сверху явно сужающаяся кзади; в профиле лобная пластинка с антеродорсальным углом, с выступающим удлиненным эллиптическим базальным отверстием; жевательный край жвал беззубый; переднебоковой угол щеки не остроугольный и не зубчатый или зубчатый. Очертание мезосомы от слабого до умеренно выпуклого; проподеум от угловатого до слабозубчатого; голени средней пары ног без апиковентральной шпоры; четвёртый абдоминальный тергит AT4 примерно в 1,2—1,3 раза длиннее, чем третий AT3; субпетиолярный отросток более короткий, тупой или округлый, не выступает в антеровентральном направлении; 3-й стернит брюшка округлый, без выступающей лопасти; передний край наличника с короткими изогнутыми щетинками. Длина головы рабочих (HL) 0,52 — 0,57 мм, ширина головы (HW) 0,42 — 0,45 мм. Усики рабочих 9-11-члениковые с сильно увеличенным вершинным члеником. Голова округло-овальная, глаза мелкие и расположены в передне-боковой части головы. Охотятся на яйца пауков и других членистоногих. Стебелёк между грудкой и брюшком состоит из одного узловидного членика (петиоль).

## Систематика
Вид был впервые описан в 2019 году американским мирмекологом Франциско Хита-Гарсиа (California Academy of Sciences, Сан-Франциско, США) и его коллегами по типовым материалам из Африки. Таксон включён в видовой комплекс Discothyrea traegaordhi. Вместе с 50 другими видами образует род Discothyrea, включаемый в подсемейство Proceratiinae.